# Бондар Пилип Мусійович
Пилип Мусійович Бо́ндар (14 листопада 1911, Чечелівка — 24 березня 1997, Харків) — український скульптор; член Спілки радянських художників України з 1942 року.

## Біографія
Народився 1 [14] листопада 1911 року в селі Чечелівці (нині Гайсинський район Вінницької області, Україна). Закінчив чотири класи початкової школи, потім навчався у семирічній школі у селі Зятківцях. У 1929 році поїхав на шахти Донбасу, де працював прибиральником породи, коногоном, електрослюсарем. Без відриву від виробництва закінчив художній робфак.
Протягом 1934—1938 років навчався у Харківському художньому технікумі; з 1938 року — у Харківському художньому інституті, де був учнем Леонори Блох, Семена Прохорова. Навчання закінчив у Самарканді. Дипломна робота — композиція «Вручення гвардійського прапора» (керівник Макс Гельман). 1 травня 1943 року Сіабським районним військовим комісаріатом Самарканда призваний до Червоної армії. Брав участь у німецько-радянській війні.
Жив в Харкові, в будинку на вулиці Культури, № 9 а, квартира № 1. Помер в Харкові 24 березня 1997 року.

## Творчість
Працював у жанрах портрета, тематичної композиції і монументальної скульптури. Серед робіт:
портрети
- погруддя Іллі Рєпіна (1945);
- «Шахтар» (1945);
- професор Леонора Блох (1950, гіпс);
- портрет стахановця І. С. Приза (1952);
- барельєф Володимира Леніна (1952, гіпс);
- «Лев Миколайоіич Толстой» (1955, гіпс);
- «Олексій Максимович Горький» (1958, гіпс);
- портрет передового робітника заводу маркшейдерських інструментів Є. Клищенка (1960, бронза);
- портрет П. Заривайка — старого більшовика, першого червоного директора заводу імені Малишева (1961, камінь).
- портрет передовика виробництва С. Новикова (1974);

станкові композиції
- «Відродження Донбасу» (1945);
- «У забої» (1947, гіпс);

монументальна пластика
- «Солдат з автоматом» (1957, у співавторстві);
- «Клятва солдата» (1967);
- «Клятва» (1969);
- «Володимир Ленін» (1975);
- скульптурні групи на мосту через річку Харків (1955, у співавторстві).

Брав участь у республіканських виставках з 1945 року.
Твори зберігаються у Барвінківському краєзнавчому музеї.